# Gare de Vinça
La gare de Vinça est une gare ferroviaire française de la ligne de Perpignan à Villefranche - Vernet-les-Bains, située sur le territoire de la commune de Vinça, dans le département des Pyrénées-Orientales en région Occitanie.
Elle est mise en service en 1877 par l'administration de l'État français et devient en 1884 une gare de la Compagnie des chemins de fer du Midi et du Canal latéral à la Garonne. 
C'est une halte voyageurs de la Société nationale des chemins de fer français (SNCF) desservie par des trains TER Occitanie.

## Situation ferroviaire
Établie à 247 mètres d'altitude, la gare de Vinça est située au point kilométrique (PK) 498,224 de la ligne de Perpignan à Villefranche - Vernet-les-Bains, entre les gares ouvertes d'Ille-sur-Têt et de Marquixanes.

## Histoire
La station de Vinça, est mise en service avec la section de Bouleternère à Prades le 3 janvier 1877 par l'administration de l'État qui a poursuivi la construction et l'exploitation de la ligne après la mise sous séquestre de la Compagnie du chemin de Fer de Perpignan à Prades. Elle est rachetée le 1er janvier 1884 lors de la cession de la ligne à la Compagnie des chemins de fer du Midi et du Canal latéral à la Garonne. 

La gare dans les années 1900
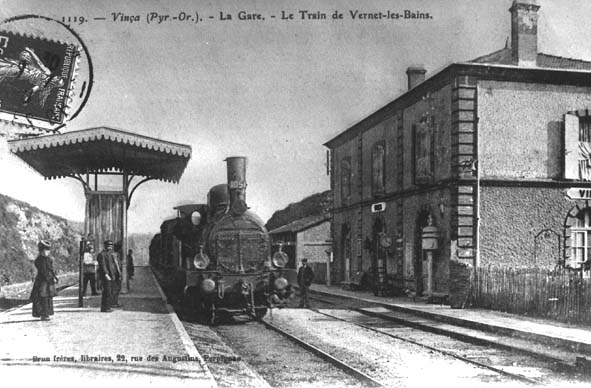
Vers 1900.
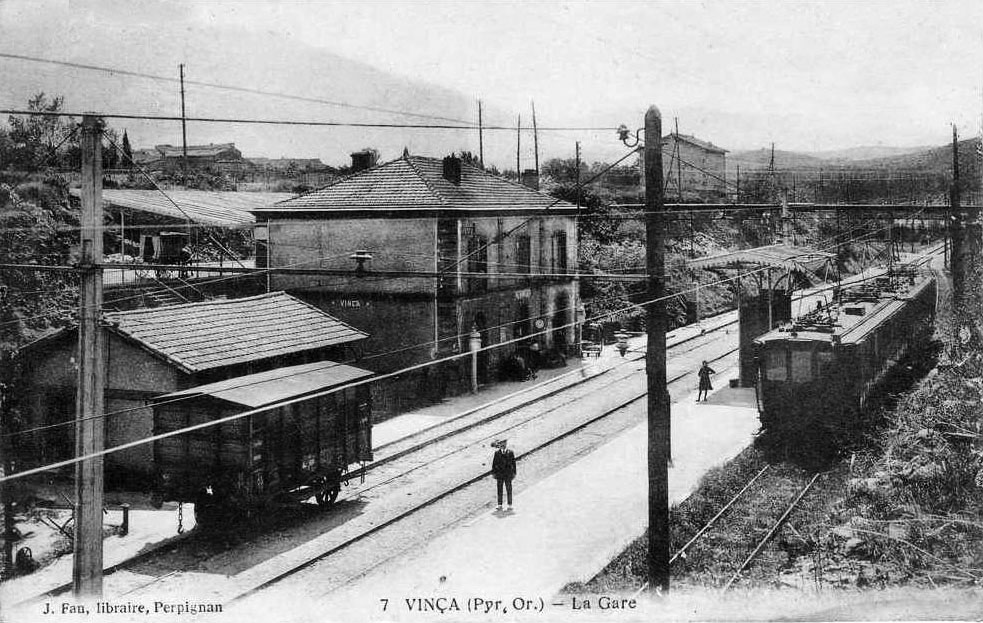
Vers 1910 après l'électrification.

En 2014, selon les estimations de la SNCF, la fréquentation annuelle de la gare était de 2 852 voyageurs.

## Service des voyageurs

### Accueil
Halte SNCF, c'est un point d'arrêt non géré (PANG) à entrée libre.

### Desserte
Vinça est desservie par les trains TER Occitanie qui effectuent des missions entre les gares de Perpignan et de Villefranche - Vernet-les-Bains.

### Intermodalité
Un parking pour les véhicules y est aménagé.